# 중앙로 (영동군)
중앙로(Jungang-ro)은 충청북도 영동군 영동읍 부용사거리 에서 영동읍 구교삼거리을 연결하는 도로이다.

## 노선 경로
| 이름             | 접속 노선               | 소재지 | 소재지 | 비고 |
| ---------------- | ----------------------- | ------ | ------ | ---- |
| 부용사거리       | 국도 제4호선 (난계로)   | 영동군 | 영동읍 |      |
| 영동교           |                         | 영동군 | 영동읍 |      |
| 중앙(회전)사거리 | 영산로 계산로 중앙로4길 | 영동군 | 영동읍 |      |
| 구교삼거리       | 구교로                  | 영동군 | 영동읍 |      |

## 주요 건물 및 시설
- Tworld 흥덕대리점 영동직영점 (중앙로 15/계산리 693-5)
- 영동군산림조합 (중앙로 16/계산리 691-3)
- 신협 영동중앙신협영동 본점 (중앙로 29/계산리 695-4)
- T world 다솔대리점 본점 (중앙로 30/계산리 687-11)
- 파리바게뜨 충북영동점 (중앙로 38/계산리 686-1)
- 뚜레쥬르 충북영동중앙점 (중앙로 46/계산리 684-16)
- CU 영동로터리점 (중앙로 48/계산리 684-32)
- 피자에땅 영동점 (중앙로 53/계산리 194-12)
- GS25 영동중앙점 (중앙로 59/계산리 261-2)